# Antônio Firmo Figueira de Saboia
Antônio Firmo Figueira de Saboia (Sobral, 14 de outubro de 1828 — , 23 de janeiro de 1902) foi um magistrado e político brasileiro, primeiro desembargador nomeado pelo governo republicano para a Justiça do Ceará.

## Biografia
Era o terceiro dos dez filhos de José Baltasar Augeri de Saboia (1800 - 1870), coronel da Guarda Nacional e juiz municipal de Sobral, e de Joaquina Inácia Figueira de Melo (1803 - 1873). Pelo lado paterno, era bisneto do médico Joseph Balthasar Augery, natural do Reino do Piemonte, que imigrara para o nordeste do Brasil, estabelecendo-se na vila de Aracati. Dentre seus irmãos, estão Vicente Cândido Figueira de Saboia, o Visconde de Saboia, e Ana Benvinda Figueira de Saboia, mãe de João Tomé de Saboia e Silva, ex-governador do Ceará. Pelo lado materno, era sobrinho do senador e ministro do Supremo Tribunal de Justiça, Jerônimo Martiniano Figueira de Melo, e do conselheiro João Capistrano Bandeira de Melo, ex-presidente das províncias de Alagoas, Paraíba e Minas Gerais.
Bacharelou-se em Ciências Jurídicas e Sociais pela Faculdade de Direito de Olinda, em 1853, tendo sido seus colegas Américo Militão de Freitas Guimarães, Bento Fernandes de Barros, Francisco Urbano da Silva Ribeiro e Leandro de Chaves e Melo Ratisbona.
Exerceu a magistratura nas comarcas de Príncipe Imperial (hoje Crateús), Santana do Acaraú, Maranguape e Sobral, todas no Ceará. Foi nomeado juiz de direito de Jaguarão no Rio Grande do Sul, mas não tomou posse, vindo a ocupar por acesso, a comarca de Desterro, então capital da província de Santa Catarina, tendo judicado antes, na de Aracati, no Ceará, cidade natal de seu genitor. Foi deputado provincial pelo Ceará nos biênios de 1856-57, 1858-59, 1862-63 e 1870-71, e chefe de polícia das províncias de Santa Catarina, Pernambuco e do Ceará, encontrando-se nesta última quando no fim do regime monárquico. Já na República, foi nomeado desembargador da Relação do Ceará, tomando posse a 2 de janeiro de 1890, sendo posto em disponibilidade no ano seguinte e aposentando-se a 6 de outubro de 1895.
Recebeu a comenda da Imperial Ordem da Rosa, graças aos seus relevantes trabalhos no recenseamento da província do Piauí, durante o Império.
Casou-se em 7 de maio de 1854, em Sobral, com sua prima Maria do Livramento Bandeira de Melo, filha de sua tia materna Francisca das Chagas Figueira de Melo e do coronel João Pedro Bandeira de Melo. O casal teve cinco filhos, dentre os quais Maria Amélia Figueira de Saboia, através da qual é trisavô do ex-senador Cid Saboia de Carvalho.